# Seleção Burundinesa de Futebol
A Seleção Burundinesa de Futebol representa o Burundi nas competições de futebol da FIFA. Ela é também filiada à CAF e à CECAFA. Nunca se classificou para uma Copa do Mundo, tendo chegado perto da classificação para a edição de 1994, quando perdeu a vaga para a Guiné nos pênaltis.
Até 2019, o país também jamais conquistara a vaga para a Copa Africana de Nações, conseguindo o feito ao empatar com o Gabão por 1 a 1, garantindo sua primeira participação no torneio disputado no Egito, sendo a terceira seleção estreante (juntamente com Madagascar e Mauritânia). A campanha dos Hirondelles na competição terminou ainda na fase de grupos, com uma vitória, um empate e uma derrota.

## Desempenho em Copas do Mundo
- 1930 a 1990 – Não se inscreveu
- 1994 – Não se classificou
- 1998 – Desistiu durante as Eliminatórias
- 2002 – Desistiu
- 2006 a 2022 – Não se classificou

## Desempenho na CAN
- 1957 a 1974 – Não se inscreveu
- 1976 – Não se classificou
- 1978 – Não se inscreveu
- 1980 – Desistiu
- 1982 a 1992 – Não se inscreveu
- 1994 – Não se classificou
- 1996 – Não se inscreveu
- 1998 – Desistiu
- 2000 a 2017 – Não se classificou
- 2019 – Fase de grupos
- 2021 a 2023 – Não se inscreveu

## Recordes
25 de março de 2024
Jogadores em negrito ainda em atividade pela Seleção Burundinesa.
| Pos. | Jogador                | Partidas | Gols | Em atividade |
| ---- | ---------------------- | -------- | ---- | ------------ |
| 1    | Karim Nizigiyimana     | 66       | 0    | 2004–        |
| 2    | Cédric Amissi          | 56       | 10   | 2009–        |
| 3    | Fiston Abdul Razak     | 52       | 19   | 2009–        |
| 4    | Gaël Duhayindavyi      | 50       | 2    | 2011–2019    |
| 5    | Hassan Hakizimana      | 46       | 3    | 2007–2014    |
| 5    | Pierre Kwizera         | 46       | 3    | 2009–2019    |
| 7    | Christophe Nduwarugira | 45       | 6    | 2012–        |
| 8    | Frédéric Nsabiyumva    | 43       | 1    | 2013–        |
| 9    | Shasiri Nahimana       | 2013–    | 30   | 2            |
| 10   | Rashid Léon Harerimana | 36       | 0    | 2013–        |

| Pos. | Jogador                   | Gols | Partidas | Média por jogo | Em atividade |
| ---- | ------------------------- | ---- | -------- | -------------- | ------------ |
| 1    | Fiston Abdul Razak        | 17   | 38       | 0.37           | 2009–        |
| 2    | Saidi Ntibazonkiza        | 13   | 31       | 0.42           | 2004–        |
| 3    | Selemani Ndikumana        | 12   | 33       | 0.36           | 2003–2019    |
| 4    | Cédric Amissi             | 10   | 56       | 0.18           | 2009–        |
| 5    | Jospin Nshimirimana       | 8    | 14       | 0.57           | 2020–        |
| 5    | Papa Claude Nahimana      | 8    | 29       | 0.28           | 2007–2013    |
| 7    | Amissi Tambwe             | 6    | 25       | 0.24           | 2011–2020    |
| 7    | Christophe Nduwarugira    | 6    | 45       | 0.18           | 2012–        |
| 9    | Bonfils-Caleb Bimenyimana | 5    | 20       | 0.25           | 2017–        |
| 9    | Laudit Mavugo             | 5    | 22       | 0.23           | 2011–2019    |

## Treinadores
| - Yan Dejun (?) - Nikolai Efimov (–1991) - Baudouin Ribakare (1992) - Aleksandr Rakitsky (1993–1996) - Baudouin Ribakare (1997–2000) - Kazadi Mwilambwe (2001) - Dominique Niyonzima (2002) - Baudouin Ribakare (2003–2004) - Ramadhani Maulidi (2004) - Dominique Niyonzima (2005–2006) | - Hussein Fauzil (2007) - Adel Amrouche (2007–2012) - Lofty Naseem (2012–2014) - Rainer Willfeld (2014–2015) - Ahcene Aït-Abdelmalek (2015–2016) - Olivier Niyungeko (2016–2019) - Joslin Bipfubusa (2020) - Jimmy Ndayizeye (2020–2022) - Etienne Ndayiragije (2023–) |